# John Major
John Major (* 29. března 1943 Londýn) je britský politik, v letech 1990–1997 premiér Spojeného království a vůdce Konzervativní strany.

## Mládí
Narodil se v chudé rodině cirkusového herce. Ze školy odešel v 16 letech a živil se jako autobusový průvodčí. Dále pracoval jako úředník v pojišťovně a výrobce zahradních ozdob. Nějaký čas byl bez práce, od roku 1965 byl zaměstnán v Standard Chartered Bank, kde se mu podařilo vybudovat kariéru.

## Veřejná činnost
Od 60. let byl členem Konzervativní strany, do parlamentu byl poprvé zvolen v roce 1979. Ve vládách Margaret Thatcherové byl postupně náměstkem ministra financí, ministrem zahraničí a krátce i ministrem financí. Po sesazení Margaret Thatcherové z čela Konzervativní strany byl zvolen jejím předsedou a vzápětí se stal i premiérem.

### Předseda vlády
Dne 27. listopadu 1990 se stal vůdcem Konzervativní strany a o den později byl jmenován předsedou vlády. Jeho léta v úřadu byla poznamenána spory uvnitř vlastní strany, které se projevily například při schvalování Maastrichtské smlouvy.
Významným otřesem prošla Majorova vláda v důsledku Černé středy 16. září 1992, kdy byla v důsledku spekulací nucena stáhnout libru z Evropského měnového systému. Podpora premiéra u veřejnosti byla mizivá (volby z jara téhož roku vyhrál s těsnou většinou) a Major uvažoval o demisi. Po prohře v předsednických volbách Konzervativní strany a aférách svých ministrů prohrál v roce 1997 volby s nejhorším výsledkem od roku 1832 a novým předsedou vlády se stal Tony Blair.
Za Majorovy vlády došlo k válce v Perském zálivu, po jejím skončení se britské letectvo podílelo na ochraně bezletových zón nad jižním a severním Irákem. Zahájil také dialog mezi stranami konfliktu v Severním Irsku.

### Po odchodu z premiérské funkce
John Major se angažuje v kriketových organizacích. V roce 2005 obdržel, jako většina bývalých britských premiérů, podvazkový řád spojený s povýšením do rytířského stavu.

## Rodina
V roce 1970 se oženil, s manželkou Normou Johnsonovou mají syna a dceru. V 2002 vyšlo najevo, že v době svého předsednictví vlády udržoval několik let nemanželský milostný poměr.